# زكريا هاشمي
زكريا هاشمي (بالفارسية: زکریا هاشمی ) (1936)؛ مخرج أفلام، ممثل، كاتب سيناريو، مصور سينمائي وروائي إيراني.

## روابط خارجية
- زكريا هاشمي على موقع IMDb (الإنجليزية)
- زكريا هاشمي على موقع قاعدة بيانات الفيلم (الإنجليزية)
- زكريا هاشمي على موقع كينوبويسك (الروسية)